# Настольный теннис на Азиатских играх
Соревнования по настольному теннису проводятся на летних Азиатских играх начиная с 1958 года (кроме Игр 1970 года). Разыгрываются семь комплектов наград: у мужчин и женщин по отдельности — одиночный и парный разряды, а также командные соревнования; также проводится турнир смешанных пар (мужчина и женщина; смешанный парный разряд, микст).

## Виды соревнований
|                        | 58      | 62      | 66      | 74      | 78      | 82      | 86      | 90      | 94      | 98      | 02      | 06      | 10      | 14      | 18      | 22      | Годы    |
| Мужчины                | Мужчины | Мужчины | Мужчины | Мужчины | Мужчины | Мужчины | Мужчины | Мужчины | Мужчины | Мужчины | Мужчины | Мужчины | Мужчины | Мужчины | Мужчины | Мужчины | Мужчины |
| ---------------------- | ------- | ------- | ------- | ------- | ------- | ------- | ------- | ------- | ------- | ------- | ------- | ------- | ------- | ------- | ------- | ------- | ------- |
| Одиночный разряд       | X       | X       | X       | X       | X       | X       | X       | X       | X       | X       | X       | X       | X       | X       | X       | X       | 16      |
| Парный разряд          | X       | X       | X       | X       | X       | X       | X       | X       | X       | X       | X       | X       | X       | X       |         | X       | 15      |
| Команда                | X       | X       | X       | X       | X       | X       | X       | X       | X       | X       | X       | X       | X       | X       | X       | X       | 16      |
| Женщины                |         |         |         |         |         |         |         |         |         |         |         |         |         |         |         |         |         |
| Одиночный разряд       | X       | X       | X       | X       | X       | X       | X       | X       | X       | X       | X       | X       | X       | X       | X       | X       | 16      |
| Парный разряд          | X       | X       | X       | X       | X       | X       | X       | X       | X       | X       | X       | X       | X       | X       |         | X       | 15      |
| Команда                | X       | X       | X       | X       | X       | X       | X       | X       | X       | X       | X       | X       | X       | X       | X       | X       | 16      |
|                        |         |         |         |         |         |         |         |         |         |         |         |         |         |         |         |         |         |
| Смешанная пара (микст) | X       | X       | X       | X       | X       | X       | X       | X       | X       | X       | X       | X       | X       | X       | X       | X       | 16      |
|                        |         |         |         |         |         |         |         |         |         |         |         |         |         |         |         |         |         |
| Всего                  | 7       | 7       | 7       | 7       | 7       | 7       | 7       | 7       | 7       | 7       | 7       | 7       | 7       | 7       | 5       | 7       |         |

## Призёры соревнований

### Мужчины

#### Одиночный разряд
| Год  | Золото                            | Серебро                           | Бронза                                                             |
| ---- | --------------------------------- | --------------------------------- | ------------------------------------------------------------------ |
| 1958 | Китайская Республика · Li Kou-tin | Япония · Keisuke Tsunoda          | Япония · Seiji Narita · Япония · Ichiro Ogimura                    |
| 1962 | Япония · Keiichi Miki             | Япония · Ichiro Ogimura           | Япония · Koji Kimura                                               |
| 1966 | Республика Корея · Kim Chung-yong | Япония · Nobuhiko Hasegawa        | Иран · Houshang Bozorgzadeh · Япония · Koji Kimura                 |
| 1974 | Китай · Liang Geliang             | Япония · Mitsuru Kono             | КНДР · Yun Chol                                                    |
| 1978 | Китай · Liang Geliang             | Китай · Guo Yuehua                | Япония · Norio Takashima · КНДР · Jo Yong-ho                       |
| 1982 | Китай · Xie Saike                 | Япония · Kiyoshi Saito            | Япония · Seiji Ono · КНДР · Jo Yong-ho                             |
| 1986 | Республика Корея · Ю Нам Гю       | Китай · Hui Jun                   | Япония · Yoshihito Miyazaki · Республика Корея · Kim Wan           |
| 1990 | Китай · Ma Wenge                  | Китай · Вэй Цингуан               | Китай · Чэнь Лунцань · Республика Корея · Ю Нам Гю                 |
| 1994 | Китай · Wang Tao                  | Республика Корея · Ю Нам Гю       | Китай · Ma Wenge · Республика Корея · Ким Тхэк Су                  |
| 1998 | Республика Корея · Ким Тхэк Су    | Китай · Лю Голян                  | Китай · Кун Линхуэй · Республика Корея · Oh Sang-eun               |
| 2002 | Китай · Ван Лицинь                | Китайский Тайбэй Chuang Chih-yuan | Китай · Кун Линхуэй · Республика Корея · Oh Sang-eun               |
| 2006 | Китай · Ван Хао                   | Китай · Ма Линь                   | Гонконг · Li Ching · Республика Корея · Ю Сын Мин                  |
| 2010 | Китай · Ма Лун                    | Китай · Ван Хао                   | Япония · Дзюн Мидзутани · Республика Корея · Чу Се Хёк             |
| 2014 | Китай · Сюй Синь                  | Китай · Фань Чжэньдун             | Республика Корея · Чу Се Хёк · Китайский Тайбэй · Chuang Chih-yuan |
| 2018 | Китай · Фань Чжэньдун             | Китай · Линь Гаоюань              | Иран · Noshad Alamian · Республика Корея · Ли Сан Су               |

#### Парный разряд
| Год  | Золото                                         | Серебро                                           | Бронза |
| ---- | ---------------------------------------------- | ------------------------------------------------- | --- |
| 1958 | Вьетнам · Май Ван Хоа · Trần Cảnh Được         | Китайская Республика · Li Kou-tin · Sou Ying-chen | Китайская Республика · Chen Kao-shan · Hsieh Chin-ho · Вьетнам · Lê Văn Tiết · Trần Văn Liễu               |
| 1962 | Япония · Keiichi Miki · Ken Konaka             | Япония · Ichiro Ogimura · Koji Kimura             | Вьетнам · Lê Văn Tiết · Lê Văn Inh                                                                         |
| 1966 | Япония · Hiroshi Takahashi · Keiichi Miki      | Япония · Koji Kimura · Nobuhiko Hasegawa          | Республика Корея · Kim Chung-yong · Park Chung-kil · Китайская Республика · Li Kou-tin · Yang Cheng-hsiung |
| 1974 | Япония · Nobuhiko Hasegawa · Mitsuru Kono      | Китай · Li Zhenshi · Liang Geliang                | Китай · Xi Enting · Xu Shaofa                                                                              |
| 1978 | Китай · Guo Yuehua · Huang Tongsheng           | Индонезия · Empie Wuisan · Sinyo Supit            | Китай · Liang Geliang · Чэнь Синьхуа · Республика Корея · Yoon Kil-jung · Park Lee-hee                     |
| 1982 | Япония · Seiji Ono · Hiroyuki Abe              | Республика Корея · Kim Wan · Ким Ги Тхэк          | Китай · Guo Yuehua · Xie Saike · Китай · Hui Jun · Чэнь Синьхуа                                            |
| 1986 | Китай · Teng Yi · Hui Jun                      | Республика Корея · Kim Wan · Ю Нам Гю             | Япония · Kiyoshi Saito · Juzo Nukazuka · Республика Корея · Ан Джэ Хён · Park Chang-ik                     |
| 1990 | Китай · Ma Wenge · Chen Zhibin                 | Китай · Чэнь Лунцань · Вэй Цингуан                | Республика Корея · Ю Нам Гю · Ким Тхэк Су · КНДР · Kim Song-hui · Kim Guk-chol                             |
| 1994 | Республика Корея · Chu Kyo-sung · Ли Чхоль Сын | Республика Корея · Ким Тхэк Су · Ю Нам Гю         | Китай · Lü Lin · Wang Tao · Китай · Ma Wenge · Zhang Lei                                                   |
| 1998 | Китай · Кун Линхуэй · Лю Голян                 | Республика Корея · Ли Чхоль Сын · Oh Sang-eun     | Китайский Тайбэй Chiang Peng-lung Chang Yen-shu Китайский Тайбэй Wu Wen-chia Kuo Chih-hsiang               |
| 2002 | Республика Корея · Ли Чхоль Сын · Ю Сын Мин    | Республика Корея · Ким Тхэк Су · Oh Sang-eun      | Китай · Ма Линь · Кун Линхуэй · Китай · Ван Лицинь · Yan Sen                                               |
| 2006 | Гонконг · Ko Lai Chak · Li Ching               | Китай · Chen Qi · Ма Линь                         | Китай · Ма Лун · Ван Хао · Китайский Тайбэй · Chiang Peng-lung · Chuang Chih-yuan                          |
| 2010 | Китай · Ван Хао · Чжан Цзикэ                   | Китай · Ма Линь · Сюй Синь                        | Япония · Kenta Matsudaira · Коки Нива · Республика Корея · Jeoung Young-sik · Kim Min-seok                 |
| 2014 | Китай · Ма Лун · Чжан Цзикэ                    | Китай · Сюй Синь · Фань Чжэньдун                  | Япония · Коки Нива · Kenta Matsudaira · Сингапур · Gao Ning · Li Hu                                        |

#### Команда
| Год  | Золото           | Серебро              | Бронза                     |
| ---- | ---------------- | -------------------- | -------------------------- |
| 1958 | Вьетнам          | Япония               | Иран                       |
| 1962 | Япония           | Республика Корея     | Сингапур                   |
| 1966 | Япония           | Китайская Республика | Республика Корея           |
| 1974 | Китай            | Япония               | КНДР                       |
| 1978 | Китай            | Япония               | КНДР                       |
| 1982 | Китай            | Япония               | Республика Корея           |
| 1986 | Республика Корея | Китай                | Япония                     |
| 1990 | Республика Корея | КНДР                 | Китай                      |
| 1994 | Китай            | Республика Корея     | Япония                     |
| 1998 | Китай            | Республика Корея     | Япония · Китайский Тайбэй  |
| 2002 | Китай            | Республика Корея     | Гонконг · Китайский Тайбэй |
| 2006 | Китай            | Республика Корея     | Гонконг · Китайский Тайбэй |
| 2010 | Китай            | Республика Корея     | Япония · КНДР              |
| 2014 | Китай            | Республика Корея     | Япония · Китайский Тайбэй  |
| 2018 | Китай            | Республика Корея     | Индия · Китайский Тайбэй   |

### Женщины

#### Одиночный разряд
| Год  | Золото                    | Серебро                            | Бронза                                                              |
| ---- | ------------------------- | ---------------------------------- | ------------------------------------------------------------------- |
| 1958 | Япония · Taeko Namba      | Япония · Kazuko Yamaizumi          | Япония · Fujie Eguchi · Республика Корея · Cho Kyung-ja             |
| 1962 | Япония · Kimiyo Matsuzaki | Япония · Kazuko Ito                | Япония · Masako Seki                                                |
| 1966 | Япония · Naoko Fukatsu    | Япония · Noriko Yamanaka           | Республика Корея · Choi Jung-sook · Республика Корея · Yoon Ki-sook |
| 1974 | Китай · Zhang Li          | Республика Корея · Chung Hyun-sook | Китай · Hu Yulan                                                    |
| 1978 | Китай · Zhang Li          | Китай · Zhang Deying               | Япония · Kumiko Nagahara · Республика Корея · Kim Soon-ok           |
| 1982 | Китай · Cao Yanhua        | Китай · Tong Ling                  | Республика Корея · Ян Ён Джа · Республика Корея · Yoon Kyung-mi     |
| 1986 | Китай · Цзяо Чжиминь      | Китай · Хэ Чжили                   | Япония · Mika Hoshino · Республика Корея · Ян Ён Джа                |
| 1990 | Китай · Дэн Япин          | Китай · Gao Jun                    | Китай · Chen Zihe · Китай · Qiao Hong                               |
| 1994 | Япония · Тирэ Кояма       | Китай · Дэн Япин                   | Китай · Qiao Hong · Гонконг · Chai Po Wa                            |
| 1998 | Китай · Ван Нань          | Китай · Li Ju                      | Республика Корея · Ю Джи Хе · Китайский Тайбэй · Чэнь Цзин          |
| 2002 | Китай · Чжан Инин         | Китай · Ван Нань                   | Республика Корея · Ю Джи Хе · Сингапур · Ли Цзявэй                  |
| 2006 | Китай · Го Юэ             | Гонконг · Tie Ya Na                | Китай · Ван Нань · Сингапур · Ли Цзявэй                             |
| 2010 | Китай · Ли Сяося          | Китай · Го Юэ                      | Япония · Ai Fukuhara · Республика Корея · Kim Kyung-ah              |
| 2014 | Китай · Лю Шивэнь         | Китай · Чжу Юйлин                  | Республика Корея · Yang Ha-eun · Сингапур · Фэн Тяньвэй             |
| 2018 | Китай · Ван Маньюй        | Китай · Чэнь Мэн                   | Республика Корея · Чон Джи Хи · Сингапур · Юй Мэнъюй                |

#### Парный разряд
| Год  | Золото                                       | Серебро                                        | Бронза                                                                                                   |
| ---- | -------------------------------------------- | ---------------------------------------------- | --- |
| 1958 | Япония · Fujie Eguchi · Kazuko Yamaizumi     | Гонконг · Baguio Wong · Ng Yuk Chun            | Республика Корея · Wie Sang-sook · Choi Kyung-ja · Китайская Республика · Chen Pao-pei · Chiang Tsai-yun |
| 1962 | Япония · Masako Seki · Noriko Yamanaka       | Республика Корея · Hwang Yool-ja · Lee Yung-mi | Япония · Kimiyo Matsuzaki · Kazuko Ito                                                                   |
| 1966 | Япония · Noriko Yamanaka · Naoko Fukatsu     | Республика Корея · Choi Jung-sook · Noh Hwa-ja | Япония · Sachiko Morisawa · Tsunao Isomura · Китайская Республика · Lin Hsin-chi · Lou Chiou-chu         |
| 1974 | Китай · Zhang Li · Zheng Huaiying            | Япония · Tomie Edano · Yukie Ozeki             | КНДР · Kim Chang-ae · Pak Yung-sun                                                                       |
| 1978 | Китай · Zhang Li · Zhang Deying              | Гонконг · Hui So Hung · Chang Siu Ying         | Китай · Cao Yanhua · Yang Ying · Япония · Kumiko Nagahara · Keiko Komuro                                 |
| 1982 | Китай · Cao Yanhua · Dai Lili                | Китай · Pu Qijuan · Tong Ling                  | КНДР · Chang Yong-ok · Kim Gyong-sun · КНДР · Ri Song-suk · Lim Jong-hwa                                 |
| 1986 | Китай · Dai Lili · Geng Lijuan               | Китай · Цзяо Чжиминь · Хэ Чжили                | Япония · Mika Hoshino · Miki Kitsukawa · Республика Корея · Ян Ён Джа · Хён Джон Хва                     |
| 1990 | Республика Корея · Хён Джон Хва · Хон Чха Ок | Китай · Qiao Hong · Дэн Япин                   | Китай · Chen Zihe · Gao Jun · КНДР · Ли Бун Хи · Ю Сун Бок                                               |
| 1994 | Китай · Liu Wei · Qiao Yunping               | Китай · Дэн Япин · Qiao Hong                   | Республика Корея · Kim Boon-sik · Ким Му Гё · Республика Корея · Пак Хэ Джон · Ю Джи Хе                  |
| 1998 | Китай · Li Ju · Ван Нань                     | Гонконг · Chan Tan Lui · Song Ah Sim           | Республика Корея · Ю Джи Хе · Lee Eun-sil · Китайский Тайбэй · Xu Jing · Chen Chiu-tan                   |
| 2002 | Республика Корея · Lee Eun-sil · Seok Eun-mi | Китай · Чжан Инин · Li Nan                     | Китай · Ван Нань · Го Янь · Республика Корея · Ю Джи Хе · Ким Му Гё                                      |
| 2006 | Китай · Го Юэ · Ли Сяося                     | Гонконг · Tie Ya Na · Zhang Rui                | Китай · Chen Qing · Ван Нань · Китайский Тайбэй · Huang Yi-hua · Lu Yun-feng                             |
| 2010 | Китай · Го Юэ · Ли Сяося                     | Китай · Дин Нин · Лю Шивэнь                    | Япония · Hiroko Fujii · Misako Wakamiya · Япония · Ai Fukuhara · Касуми Исикава                          |
| 2014 | Китай · Чжу Юйлин · Чэнь Мэн                 | Китай · Лю Шивэнь · Wu Yang                    | Гонконг · Lee Ho Ching · Ng Wing Nam · КНДР · Kim Jong · Kim Hye-song                                    |

#### Команда
| Год  | Золото           | Серебро          | Бронза                       |
| ---- | ---------------- | ---------------- | ---------------------------- |
| 1958 | Япония           | Республика Корея | Китайская Республика         |
| 1962 | Япония           | Гонконг          | Республика Корея             |
| 1966 | Япония           | Республика Корея | Китайская Республика         |
| 1974 | Китай            | Республика Корея | Япония                       |
| 1978 | Китай            | Республика Корея | Япония                       |
| 1982 | Китай            | Республика Корея | КНДР                         |
| 1986 | Республика Корея | Китай            | Япония                       |
| 1990 | Китай            | Республика Корея | Гонконг                      |
| 1994 | Китай            | Гонконг          | Япония                       |
| 1998 | Китай            | КНДР             | { Гонконг · Республика Корея |
| 2002 | КНДР             | Китай            | Япония · Сингапур            |
| 2006 | Китай            | Сингапур         | Республика Корея · КНДР      |
| 2010 | Китай            | Сингапур         | Республика Корея · КНДР      |
| 2014 | Китай            | Япония           | КНДР · Сингапур              |
| 2018 | Китай            | КНДР             | Гонконг · Республика Корея   |

### Смешанный парный разряд (микст)
| Год  | Золото                                     | Серебро                                          | Бронза                                                                                        |
| ---- | ------------------------------------------ | ------------------------------------------------ | --------------------------------------------------------------------------------------------- |
| 1958 | Япония · Ichiro Ogimura · Fujie Eguchi     | Япония · Тосиаки Танака · Kazuko Yamaizumi       | Япония · Seiji Narita · Tomi Okawa · Япония · Keisuke Tsunoda · Taeko Namba                   |
| 1962 | Япония · Ichiro Ogimura · Kimiyo Matsuzaki | Япония · Koji Kimura · Kazuko Ito                | Япония · Keiichi Miki · Masako Seki                                                           |
| 1966 | Япония · Koji Kimura · Naoko Fukatsu       | Республика Корея · Kim Chung-yong · Yoon Ki-sook | Япония · Keiichi Miki · Noriko Yamanaka · Республика Корея · Park Chung-kil · Choi Jung-sook  |
| 1974 | Китай · Liang Geliang · Zheng Huaiying     | Республика Корея · Kang Moon-soo · Kim Soon-ok   | Япония · Mitsuru Kono · Tomie Edano                                                           |
| 1978 | Китай · Guo Yuehua · Zhang Li              | Китай · Liang Geliang · Zhang Deying             | Республика Корея · Lee Sang-kuk · Lee Ki-won · Республика Корея · Yoon Kil-jung · Kim Soon-ok |
| 1982 | Китай · Xie Saike · Cao Yanhua             | Китай · Чэнь Синьхуа · Tong Ling                 | Япония · Hiroyuki Abe · Keiko Yamashita · Республика Корея · Yoon Kil-jung · Yoon Kyung-mi    |
| 1986 | Китай · Teng Yi · Dai Lili                 | Китай · Hui Jun · Geng Lijuan                    | Республика Корея · Kim Wan · Хён Джон Хва · Республика Корея · Ю Нам Гю · Ян Ён Джа           |
| 1990 | Китай · Вэй Цингуан · Дэн Япин             | Республика Корея · Ю Нам Гю · Хён Джон Хва       | Китай · Chen Zhibin · Chen Zihe · Республика Корея · Кан Хи Чхан · Хон Чха Ок                 |
| 1994 | Китай · Кун Линхуэй · Дэн Япин             | Китайский Тайбэй Chiang Peng-lung Xu Jing        | Республика Корея · Ю Нам Гю · Пак Хэ Джон · Китайский Тайбэй · Wu Wen-chia · Чэнь Цзин        |
| 1998 | Китай · Ван Лицинь · Ван Нань              | Республика Корея · Oh Sang-eun · Ким Му Гё       | Япония · Ryo Yuzawa · Keiko Okazaki · КНДР · Kim Song-hui · Kim Hyon-hui                      |
| 2002 | Гонконг · Cheung Yuk · Tie Ya Na           | Республика Корея · Ю Сын Мин · Ю Джи Хе          | Китай · Ма Линь · Li Nan · Китай · Ван Лицинь · Ван Нань                                      |
| 2006 | Китай · Ма Линь · Ван Нань                 | Республика Корея · Lee Jung-woo · Lee Eun-hee    | Республика Корея · Чу Се Хёк · Kim Kyung-ah · Сингапур · Yang Zi · Ли Цзявэй                  |
| 2010 | Китай · Сюй Синь · Го Янь                  | Гонконг · Cheung Yuk · Jiang Huajun              | Япония · Seiya Kishikawa · Ai Fukuhara · Япония · Kenta Matsudaira · Касуми Исикава           |
| 2014 | КНДР · Kim Hyok-bong · Kim Jong            | Гонконг · Jiang Tianyi · Lee Ho Ching            | Япония · Seiya Kishikawa · Ai Fukuhara · Республика Корея · Kim Min-seok · Чон Джи Хи         |
| 2018 | Китай · Wang Chuqin · Сунь Инша            | Китай · Линь Гаоюань · Ван Маньюй                | Гонконг · Ho Kwan Kit · Lee Ho Ching · Индия · Sharath Kamal · Маника Батра                   |

## Медальный зачёт
суммарно медали для страны во всех видах соревнований
| Место           | Страна               | Золото | Серебро | Бронза | Всего |
| --------------- | -------------------- | ------ | ------- | ------ | ----- |
| 1               | Китай                | 66     | 37      | 26     | 129   |
| 2               | Япония               | 20     | 18      | 42     | 80    |
| 3               | Республика Корея     | 10     | 29      | 49     | 88    |
| 4               | Гонконг              | 2      | 9       | 9      | 20    |
| 5               | КНДР                 | 2      | 3       | 17     | 22    |
| 6               | Вьетнам              | 2      | 0       | 2      | 4     |
| 7               | Китайская Республика | 1      | 4       | 19     | 24    |
| 8               | Сингапур             | 0      | 2       | 9      | 11    |
| 9               | Индонезия            | 0      | 1       | 0      | 1     |
| 10              | Иран                 | 0      | 0       | 3      | 3     |
| 11              | Индия                | 0      | 0       | 2      | 2     |
| Всего стран: 11 | Всего стран: 11      | 103    | 103     | 178    | 384   |